# Anacroneuria subcostalis
Anacroneuria subcostalis är en bäcksländeart som beskrevs av František Klapálek 1921. Anacroneuria subcostalis ingår i släktet Anacroneuria och familjen jättebäcksländor. Inga underarter finns listade i Catalogue of Life.